# José Patiño Rosales

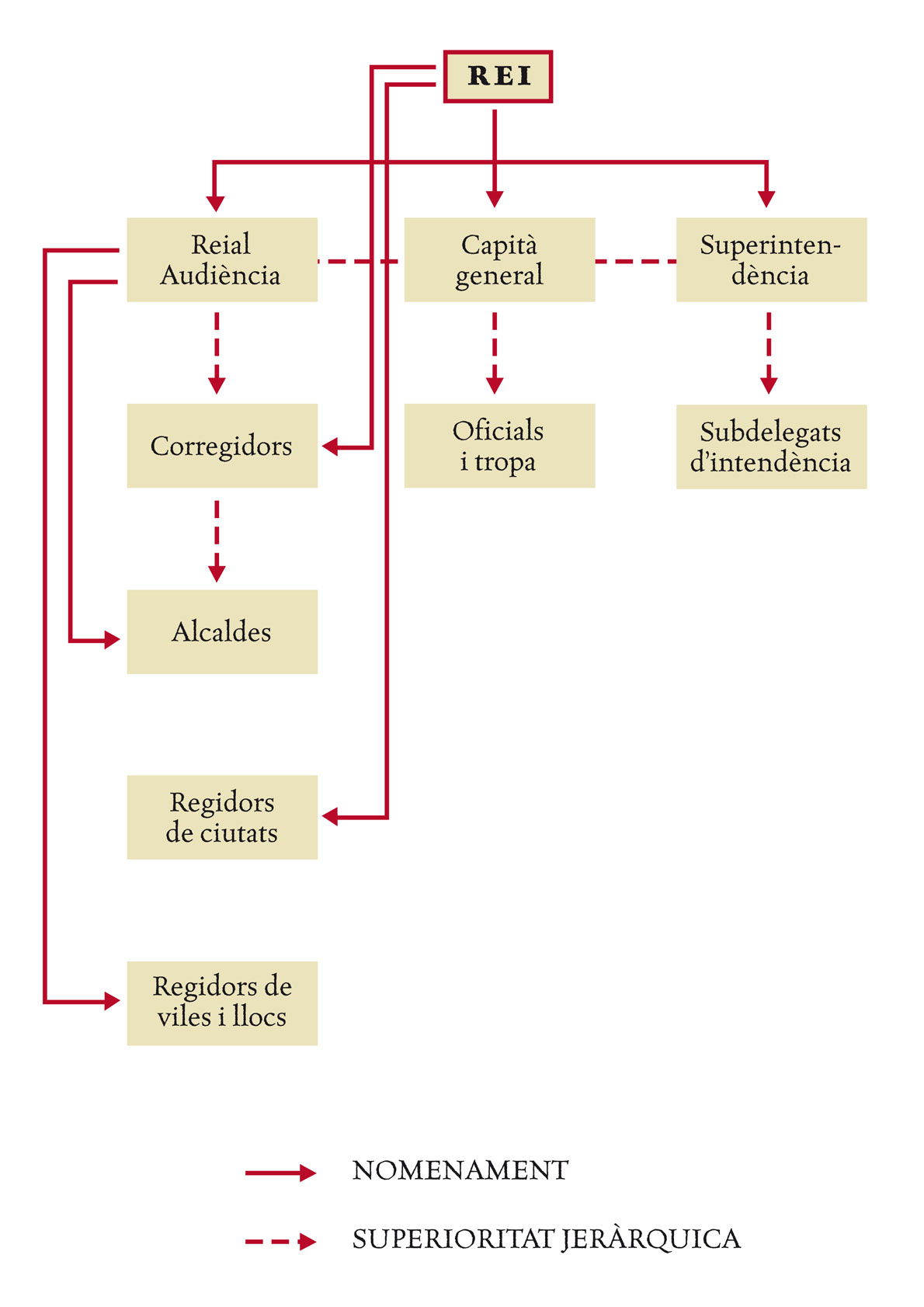
Esquema del sistema de govern borbònic basat en tres institucions polítiques: La nova Reial Audiència per fer complir les noves lleis, el Capità general que regia sobre el nombrós exèrcit que garantia l'ocupació, i el Superintendent que cobrava la gravosa fiscalitat que es va imposar als vençuts. Fins i tot els nomenaments més locals depenien directament de la monarquia.

José Patiño y Rosales (Milà, 11 d'abril de 1666 - San Ildefonso (Segòvia), 3 de novembre de 1736) fou un dels ministres més importants del regnat de Felip V. Intendent d'Extremadura durant la guerra de Successió i superintendent de Catalunya, on fou uns dels inspiradors del Decret de Nova Planta i l'organitzador del nou sistema fiscal de Catalunya (el cadastre).

## Biografia

### Orígens familiars
El seu pare, Lucas Patiño de Ibarra, Señor de Castelar, originari de Galícia, era inspector de les tropes al Ducat de Milà pel monarca d'Espanya. Educat a Milà, va ingressar en la Companyia de Jesús, on va romandre onze anys, tot i que no es va ordenar.

### Decret de Nova Planta de Catalunya
En la guerra de Successió es va inclinar per la casa de Borbó. Durant la guerra va ser nomenat Intendent d'Extremadura, deixant gran fama de la seva gestió per haver controlat els desastres que va produir la guerra amb Portugal. Va ser requerit pel Consell de Castella juntament amb el filipista català Francesc Ametller per fer un informe previ a la redacció del Decret de Nova Planta, el qual recull forces de les recomanacions de tots dos juristes. Fet del qual deixa constància l'article 1 del decret: "aviendo precedido madura deliberación, y consulta de Ministros de mi mayor satisfacción y confiança". Va establir el cadastre després de l'ocupació de Catalunya perquè el Principat contribuís a les arques de Castella.

Patiño fou un dels que va aconsellar al monarca de bandejar la llengua catalana de les institucions del nou poder establert amb la Nova Planta: 
| «                    | […] con la sola diferencia, que como antes todo lo Judicial se actuaba en Lengua Catalana, se escriba en adelante en Idioma Castellano, o Latín, como ya así la Real Junta lo practica; pues se lograrà la inteligencia de cualesquiera Jueces Españoles, sin haber de estudiar en lo inusitado de la Lengua de este País [...] | » |
| — José Patiño, 1715. | |   |

L'objectiu del Decret, segons José Patiño era «que la autoridad real quede por encima de la ley [y que] la monarquía recupere la potestad de dispensar gracias y oficios, y la de tributar sus vasallos al modo justo que le pareciere», i ho justificava dient que:
| « | el genio de los naturales es amante de la libertad, aficionadísimo a todo género de armas, prontos en la cólera, rijosos y vengativos, y que siempre se debe recelar de ellos, aguarden coyuntura para sacudir el yugo de la justicia ... Son apasionados a su patria, con tal exceso que les hace trastornar el uso de la razón, y solamente hablan su lengua nativa | » |

### Intendent d'Alberoni
Una vegada va ser afirmada la casa de Borbó a Espanya, és nomenat Intendent General de la Marina, càrrec equivalent a ministre, tenint la tasca de la reorganització de la Marina de Guerra. Al mateix temps és nomenat superintendent del regne de Sevilla i President del Tribunal de Contractació. Traslladà la seu del Tribunal de Contractació de Sevilla, on estava des de 1503, a Cadis, per a donar més impuls a les operacions d'ultramar. El 6 de juny de 1717 publica unes Ordenances de l'Armada, uniformant totes les forces existents, galeres del Mediterrani, navilis de l'Oceà i galions de les Índies. Construí l'Arsenal de la Carraca i creà les Companyies de Cavallers Guardiamarines. Va impulsar la construcció de vaixells de guerra i va aconseguir una Armada de 31 navilis (10 de 70 canons i els altres de 60), 15 fragates i nombrosos vaixells menors.
Des del 13 de maig de 1726 fins a la seva mort, Patiño fou en la pràctica primer ministre del regne. Va arribar a reunir les secretaries de Marina i Índies (1726), Hisenda (1726), Guerra (1731) i Estat (1734). Durant la darrera part de la seva administració va estar dedicat en gran part a les laborioses negociacions amb Anglaterra en relació amb les disputes entre els dos regnes sobre per les seves rivalitats comercials i colonials a Amèrica, que després de la seva mort van desencadenar en conflicte el 1739. Va participar en la campanya de Sardenya i va organitzar les forces que van aixecar el setge de Ceuta pels marroquins. Així mateix, va organitzar les forces que van prendre possessió de Parma i Toscana en 1731, les quals van conquistar Orà i Mers-el-Kebir en 1732.